# Business intelligence

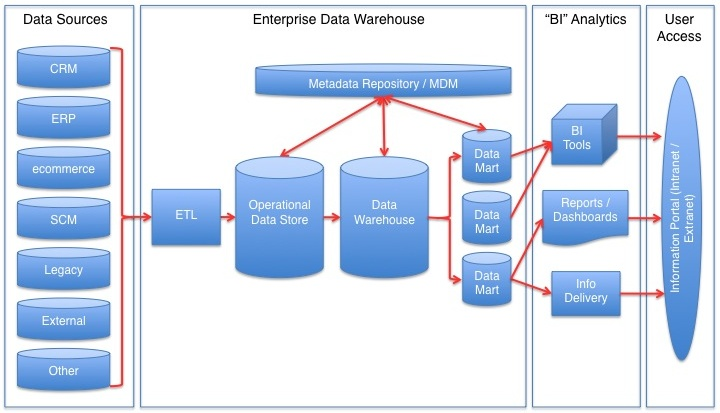
Schema di organizzazione funzionamento di un processo di business intelligence attraverso data warehouse e data mart

Con la locuzione business intelligence (BI) ci si può solitamente riferire a:
1. un insieme di processi aziendali per raccogliere dati ed analizzare informazioni strategiche;
2. la tecnologia utilizzata per realizzare questi processi;
3. le informazioni ottenute come risultato di questi processi.

Questa espressione è stata coniata nel 1958 da Hans Peter Luhn, ricercatore e inventore tedesco, mentre stava lavorando per IBM.
Se ci riferiamo al mondo delle associazioni (ONG, non profit, promozione sociale) non è corretto parlare di business, ma di sociale, quindi di social intelligence. Costituisce un ramo della cosiddetta informatica aziendale.

## Descrizione

### BI come processo aziendale
Le organizzazioni raccolgono dati per trarre informazioni, valutazioni e stime riguardo al contesto aziendale proprio e del mercato cui partecipano (ricerche di mercato e analisi degli scenari competitivi). Le organizzazioni utilizzano le informazioni raccolte attraverso una strategia di business intelligence per incrementare il loro vantaggio competitivo.
Il termine business intelligence fin dall'origine ha ricompreso sia i più tradizionali sistemi di raccolta dei dati finalizzati ad analizzare il passato o il presente e a capirne i fenomeni, le cause dei problemi o le determinanti delle performance ottenute, sia i sistemi più rivolti a stimare o a predire il futuro, a simulare e a creare scenari con probabilità di manifestazione differente.
Questi sistemi sono da sempre stati realizzati con mix differenti di software tool (ad es. di report, di analisi OLAP, di cruscotti) e di software application, cioè contenenti vere logiche e regole applicative, rivolte al "performance management" (ad es. le applicazioni per le schede di valutazione bilanciata o per il ciclo di budgeting e forecasting aziendale), all'ottimizzazione di alcune decisioni operative (ad es. nel campo dei trasporti e della logistica o del revenue management) oppure finalizzate alle previsioni e alle predizioni future, impiegando funzioni statistiche anche molto sofisticate; tutte queste software application nel tempo hanno preso nomi diversi ma dal significato simile, quali analytic application, analytics, business analytics (si veda anche Camussone, 1998, Davenport, 2007, 2010; Turban, 2010; Pasini, 2004).
Il termine business intelligence allude quindi ad un campo molto ampio di attività, sistemi informativi aziendali e tecnologie informatiche finalizzate a supportare, e in qualche caso ad automatizzare, processi di misurazione, controllo e analisi dei risultati e delle performance aziendali (sistemi di reporting e di visualizzazione grafica di varia natura, cruscotti più o meno dinamici, sistemi di analisi storica, sistemi di "allarme" su fuori norma o eccezioni, ecc.), e processi di decisione aziendale in condizioni variabili di incertezza (sistemi di previsione, di predizione, di simulazione e di costruzione di scenari alternativi, ecc.), il tutto integrato nel classico processo generale di "misurazione, analisi, decisione, azione".
Generalmente le informazioni vengono raccolte per scopi direzionali interni e per il controllo di gestione. I dati raccolti vengono opportunamente elaborati e vengono utilizzati per supportare concretamente - sulla base di dati attuali - le decisioni di chi occupa ruoli direzionali (capire l'andamento delle performance dell'azienda, generare stime previsionali, ipotizzare scenari futuri e future strategie di risposta).
In secondo luogo le informazioni possono essere analizzate a differenti livelli di dettaglio e gerarchico per qualsiasi altra funzione aziendale: marketing, commerciale, finanza, personale o altre.
Le fonti informative sono generalmente interne, provenienti dai sistemi informativi aziendali ed integrate tra loro secondo le esigenze. In senso più ampio possono essere utilizzate informazioni provenienti da fonti esterne come esigenze della base dei clienti, pressione stimata degli azionisti, trend tecnologici o culturali fino al limite delle attività di spionaggio industriale.
Ogni sistema di business intelligence ha un obiettivo preciso che deriva dalla visione aziendale e dagli obiettivi della gestione strategica di un'azienda.

### BI come tecnologia
Nella letteratura la business intelligence viene citata come il processo di "trasformazione di dati e informazioni in conoscenza".
Il software utilizzato ha l'obiettivo di permettere alle persone di prendere decisioni strategiche fornendo informazioni precise, aggiornate e significative nel contesto di riferimento.
In termini molto semplici e volutamente pratici si può descrivere un'applicazione di BI come uno strumento software che, acquisendo e manipolando masse di dati presenti su database o anche archivi de-strutturati, fornisce report, statistiche, indicatori, grafici costantemente aggiornati, facilmente adattabili e configurabili persino dall'utente (senza necessità di intervento del tool administrator). Quando su internet visualizziamo, ad esempio, le informazioni del nostro conto corrente utilizzando un comune home banking e "produciamo" i report, le tabelle o i grafici che ci interessano, "sotto" esiste un'applicazione (web) di BI. Oppure, quando riceviamo dal provider di telefonia mobile, via mail o via portale, dei report su consumi, fatture, navigazione, ecc. sicuramente è frutto di elaborazioni di BI.
Quello che è importante sapere è che i dati manipolati dallo strumento non sono mai quelli originari-presenti sul database fonte (per ovvie ragioni tecnologiche, ma anche di disponibilità e sicurezza), ma essi sono in tempo reale "pompati" in uno specifico database a disposizione dello strumento. Un software di BI può naturalmente manipolare e "quadrare" dati provenienti da N database (ad esempio, nel mondo delle aziende: ERP, CRM, MES, PDM, sito web, posta elettronica, ecc.).
Queste applicazioni sono nate in un periodo storico in cui si cominciava ad avere il problema di possedere giganteschi archivi di dati ma di non sapere come utilizzarli ai fini pratici ovvero di conoscenza delle informazioni per assumere decisioni corrette. La statistica è una componente fondamentale degli strumenti di BI.
Ci si può riferire ai sistemi di business intelligence anche con il termine "sistemi per il supporto alle decisioni" (Decision support systems o DSS), anche se l'evoluzione delle tecniche utilizzate rende la terminologia suscettibile di ammodernamenti. Con il termine "business performance management" ci si può riferire a sistemi di business intelligence di nuova generazione anche se la distinzione tra i due termini è spesso non percepita.
I dati generati dai vari sistemi (contabilità, produzione, R&S, CRM ecc.) possono venire archiviati in particolari database chiamati data warehouse, che ne conservano le qualità informative. Le persone coinvolte nei processi di business intelligence utilizzano applicazioni software ed altre tecnologie per raccogliere, immagazzinare, analizzare e distribuire le informazioni. La principale fonte dati di uno strumento di BI, in ambito aziendale, è un ERP (il "gestionale" per antonomasia).

### BI software

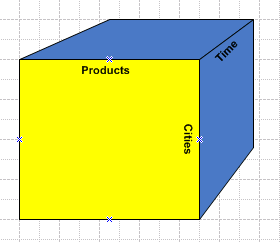
Cubo OLAP

Persone e tecnici che lavorano nell'ambito della business intelligence hanno sviluppato una nicchia di tecnologie, strumenti e prodotti che li aiutano nei loro compiti, specialmente nei confronti della manipolazione di grandi moli di dati da raccogliere, normalizzare e analizzare.
Tra queste ricordiamo:
- Extract, transform, load (ETL) tool per l'estrazione, trasformazione e caricamento dati;
- Data warehouse e Data mart per l'archiviazione e immagazzinamento;
- Modellazione dati e strumenti per definire le logiche di business e le regole del business;
- OLAP (Online Analytical Processing) per l'analisi dimensionale di ipercubi di dati;
- Balanced scorecard, dashboard e visualizzazione dati;
- Sistemi di reportistica distribuiti (client-server) o non distribuiti e asincroni o sincroni;
- Data mining;
- GIS o sistemi informativi geografici;
- AQL - Associative Query Logic;
- Analisi del flusso di business;
- Gestione delle performance del business;
- Document warehouse (archiviazione documenti);
- Text mining (analisi dei documenti).

## Strumenti
Si tratta di una tipologia di applicativi software progettati per recuperare, analizzare e relazionare per la business intelligence. Gli strumenti generalmente leggono dati che sono stati precedentemente memorizzati, spesso, ma non necessariamente, in una datawarehouse o in un data mart.
Le categorie in cui si suddividono gli strumenti di business intelligence sono:
- Fogli di calcolo;
- Applicativi di interrogazione e segnalazione: strumenti che estraggono, ordinano, riassumono, e presentano dati selezionali;
- On Line Analytical Processing (OLAP);
- Cruscotti digitali (dashboard);
- Data mining;
- Data warehousing;
- Ingegneria della decisione;
- Process mining;
- Gestione delle prestazioni commerciali (Business performance management);
- Sistemi informativi locali.

Prodotti gratuiti e open source
- KNOWAGE (nuovo brand per le versioni di SpagoBI successive alla 5.x)
- SpagoBI
- R
- KNIME

Prodotti commerciali open source
- JasperReports: Rapporti, analisi di dati e integrazione dati;
- Pentaho: Rapportazione, analisi, cruscotti, data mining e capacità di workflow;
- Qlik (QlikView, Qlik Sense, NPrinting)

Prodotti proprietari
- Crystal Reports
- IBM Cognos Analytics
- IBM InfoSphere DataStage
- Microsoft Power Pivot
- Microsoft Power BI
- Oracle Hyperion
- SAS Institute
- Siebel Systems
- Teradata
- Zendesk